# Myriam Telemaque
Myriam Telemaque là một chính trị gia người Seychelles, hiện giữ chức Bộ trưởng Lao động, Di trú và Tình trạng Dân sự của Seychelles kể từ ngày 7 tháng 7 năm 2017. Trước khi được bổ nhiệm, cô đã từng làm thư ký chính cho Bộ Di trú và Tình trạng dân sự và giám đốc nhập cư tại Bộ Di trú thuộc Bộ Các vấn đề.